# Josepha Hofer

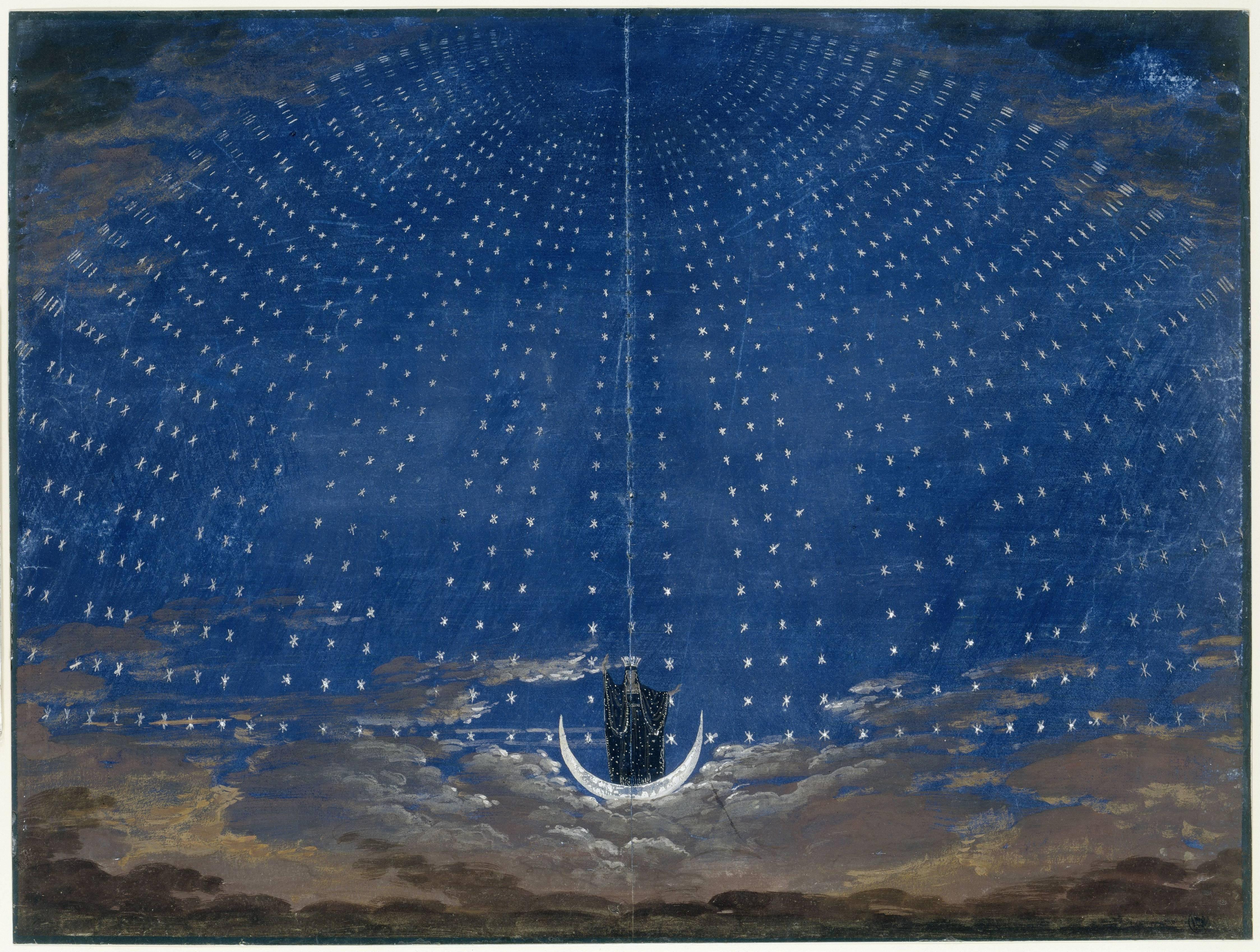
A Rainha da Noite

Josepha Hofer (Maria Josefa Weber, mais tarde Josepha Mayer) - (Zell, 1758 - Viena, 29 de dezembro de 1819) foi uma soprano alemã do período clássico. Ela era cunhada de Wolfgang Amadeus Mozart e a primeira a realizar o papel da Rainha da Noite na ópera de Mozart Die Zauberflöte (A Flauta Mágica).

## Biografia
Maria Josepha Weber nasceu em Zell, em Baden-Württemberg, Alemanha. Filha de Fridolin Weber, foi a mais velha de três irmãs: Aloysia, que foi o primeiro amor de Mozart e cantou em suas óperas mais tarde; Constanze, que se casou com Mozart em 1782, e Sophie. O compositor Carl Maria von Weber era filho do irmão de seu pai.
Josepha cresceu principalmente em Mannheim, e se mudou com sua família primeiro para Munique, e depois para Viena, seguindo a carreira de cantora de sua irmã Aloysia. Após sua atuação como a Rainha da Noite na estréia de A Flauta Mágica em 1791, ela continuou desempenhando esse papel, abandonando-o em 1801 com a idade de 43 anos.
Ela se casou duas vezes. Seu primeiro marido, com o qual casou-se em 21 de julho de 1788 na Catedral de St. Stephen's, foi o músico Franz de Paula Hofer (1755-1796), que trabalhou a partir de 1789 como violinista na corte imperial. Seu segundo marido (1797) foi o cantor Sebastian Mayer (1773-1835). Mayer foi o primeiro a desempenhar o papel de Pizarro na ópera Fidelio, de Beethoven.
Josepha Mayer aposentada do canto em 1805, morreu em Viena a 29 de dezembro de 1819.

## Performance
De acordo com relatos contemporâneos, Josepha Hofer possuia uma tessitura muito aguda, mas tinha uma certa aspereza na voz e lhe faltava presença de palco. A qualidade de sua voz a equipou para assumir as dificílimas passagens de coloratura que Mozart escreveu para a Rainha da Noite.
Uma história dos tempos de Mozart sugere que o compositor era muito impressionado pelo desempenho vocal de sua cunhada. A história remonta a uma carta de 1840 do compositor Ignaz von Seyfried, e descreve um evento da última noite da vida de Mozart - 4 de dezembro de 1791 - cinco semanas depois da muito bem sucedida estréia de A Flauta Mágica. Segundo Seyfried, Mozart sussurrou o seguinte para sua esposa Constanze: “ Calma, calma…  Hofer irá levá-la ao Fá agudo. Agora minha cunhada está cantando sua segunda ária, Der Hölle Rache; quão forte ela canta os graves e quão bem mantém o Si bemol em “ Hört! hört! hört! der Mutter Schwur! ".